# Gastrodia elata
Espèce
Gastrodia elata est une espèce d'orchidées.

## Répartition et utilisation
L'espèce est présente en Asie. On la trouve dans le Xian de Baoxing en Chine où c'est une plante médicinale (appelée Tianma ou 天麻). Le 4-Hydroxybenzaldéhyde est un composé chimique présent dans G. elata.

## Publication originale
- C.L. Blume, Museum Botanicum no 2, 1856, p. 174.